# Temporada 1994-95 de los Minnesota Timberwolves
La temporada 1994-95 fue la sexta de los Minnesota Timberwolves en la NBA. La temporada regular acabó con 21 victorias y 61 derrotas, ocupando el duodécimo puesto de la conferencia Oeste, no logrando clasificarse para los playoffs.

## Elecciones en elDraft
| Ronda | Puesto | Jugador          | Posición | Nacionalidad   | Universidad    |
| ----- | ------ | ---------------- | -------- | -------------- | -------------- |
| 1     | 4      | Donyell Marshall | Alero    | Estados Unidos | Connecticut    |
| 2     | 30     | Howard Eisley    | Base     | Estados Unidos | Boston College |

## Temporada regular
| División Medio Oeste   | División Medio Oeste | División Medio Oeste | División Medio Oeste | División Medio Oeste | División Medio Oeste | División Medio Oeste | División Medio Oeste | División Medio Oeste |
| Equipo                 | G                    | P                    | %                    | PD                   | Casa                 | Fuera                | Div                  |                      |
| ---------------------- | -------------------- | -------------------- | -------------------- | -------------------- | -------------------- | -------------------- | -------------------- | -------------------- |
| y-San Antonio Spurs    | 62                   | 20                   | .756                 | —                    | 33–8                 | 29–12                | 20–6                 |                      |
| x-Utah Jazz            | 60                   | 22                   | .732                 | 2                    | 33–8                 | 27–14                | 17–9                 |                      |
| x-Houston Rockets      | 47                   | 35                   | .573                 | 15                   | 25–16                | 22–19                | 13–13                |                      |
| x-Denver Nuggets       | 41                   | 41                   | .500                 | 21                   | 23–18                | 18–23                | 13–13                |                      |
| Dallas Mavericks       | 36                   | 46                   | .439                 | 26                   | 19–22                | 17–24                | 11–15                |                      |
| Minnesota Timberwolves | 21                   | 61                   | .256                 | 41                   | 13–28                | 8–33                 | 4–22                 |                      |

## Estadísticas

### Temporada regular
| Rk | Jugador             | Edad | P  | PT | MP   | TC  | TCI  | %TC  | T3  | T3I | %T3  | TL  | TLI | %TL  | RO  | RD  | RT  | AS  | RB  | TAP | BP  | FP  | PTS  |
| -- | ------------------- | ---- | -- | -- | ---- | --- | ---- | ---- | --- | --- | ---- | --- | --- | ---- | --- | --- | --- | --- | --- | --- | --- | --- | ---- |
| 1  | Isaiah Rider        | 23   | 75 | 67 | 35.3 | 7.4 | 16.7 | .447 | 1.9 | 5.3 | .351 | 3.7 | 4.5 | .817 | 1.2 | 2.1 | 3.3 | 3.3 | 0.9 | 0.3 | 3.1 | 2.6 | 20.4 |
| 2  | Christian Laettner  | 25   | 81 | 80 | 34.2 | 5.6 | 11.4 | .489 | 0.2 | 0.5 | .325 | 5.0 | 6.2 | .818 | 2.0 | 5.5 | 7.6 | 2.9 | 1.2 | 1.1 | 2.8 | 3.7 | 16.3 |
| 3  | Doug West           | 27   | 71 | 65 | 32.8 | 4.9 | 10.7 | .461 | 0.2 | 0.9 | .180 | 2.9 | 3.5 | .837 | 0.8 | 2.4 | 3.2 | 2.6 | 0.9 | 0.3 | 1.8 | 3.5 | 12.9 |
| 4  | Tom Gugliotta       | 25   | 31 | 17 | 32.8 | 5.2 | 11.5 | .454 | 0.9 | 2.8 | .318 | 3.0 | 3.9 | .762 | 1.6 | 5.6 | 7.2 | 4.5 | 2.0 | 0.9 | 2.6 | 2.8 | 14.4 |
| 5  | Sean Rooks          | 25   | 80 | 70 | 30.1 | 3.6 | 7.7  | .470 | 0.0 | 0.1 | .000 | 3.6 | 4.8 | .761 | 2.1 | 4.0 | 6.1 | 1.2 | 0.4 | 0.9 | 1.8 | 2.6 | 10.9 |
| 6  | Micheal Williams    | 28   | 1  | 1  | 28.0 | 1.0 | 4.0  | .250 | 0.0 | 0.0 |      | 4.0 | 5.0 | .800 | 0.0 | 1.0 | 1.0 | 3.0 | 2.0 | 0.0 | 3.0 | 3.0 | 6.0  |
| 7  | Winston Garland     | 30   | 73 | 58 | 26.5 | 2.3 | 5.6  | .415 | 0.3 | 1.0 | .253 | 1.2 | 1.5 | .795 | 0.7 | 1.6 | 2.3 | 4.4 | 1.0 | 0.2 | 1.4 | 2.5 | 6.1  |
| 8  | Donyell Marshall    | 21   | 40 | 8  | 25.9 | 4.0 | 10.6 | .374 | 0.8 | 2.7 | .302 | 2.1 | 3.1 | .680 | 1.6 | 3.3 | 4.9 | 1.4 | 0.6 | 1.3 | 1.5 | 1.6 | 10.8 |
| 9  | Darrick Martin      | 23   | 34 | 9  | 23.6 | 2.8 | 6.9  | .408 | 0.2 | 1.1 | .184 | 1.7 | 1.9 | .877 | 0.4 | 1.5 | 1.9 | 3.9 | 1.0 | 0.0 | 1.8 | 2.6 | 7.5  |
| 10 | Chris Smith         | 24   | 64 | 17 | 16.8 | 1.8 | 4.1  | .439 | 0.7 | 1.7 | .435 | 0.6 | 1.0 | .651 | 0.2 | 0.9 | 1.1 | 2.3 | 0.5 | 0.3 | 0.8 | 1.9 | 5.0  |
| 11 | Stacey King         | 28   | 50 | 10 | 15.8 | 2.0 | 4.2  | .467 | 0.0 | 0.0 | .000 | 1.4 | 2.0 | .667 | 1.1 | 2.2 | 3.3 | 0.5 | 0.5 | 0.4 | 1.3 | 2.5 | 5.3  |
| 12 | Howard Eisley       | 22   | 34 | 4  | 14.6 | 1.1 | 3.1  | .352 | 0.2 | 0.9 | .250 | 0.9 | 1.2 | .775 | 0.3 | 0.9 | 1.2 | 2.3 | 0.5 | 0.1 | 1.2 | 2.3 | 3.3  |
| 13 | Pat Durham          | 27   | 59 | 2  | 14.4 | 2.0 | 4.0  | .494 | 0.1 | 0.4 | .192 | 1.1 | 1.6 | .656 | 0.6 | 1.0 | 1.6 | 0.9 | 0.6 | 0.5 | 0.8 | 1.9 | 5.1  |
| 14 | Greg Foster         | 26   | 61 | 0  | 13.9 | 1.8 | 3.8  | .470 | 0.1 | 0.4 | .304 | 0.9 | 1.3 | .700 | 1.1 | 2.3 | 3.4 | 0.4 | 0.2 | 0.3 | 0.9 | 2.1 | 4.6  |
| 15 | Askia Jones         | 23   | 11 | 0  | 12.6 | 1.4 | 4.0  | .341 | 0.2 | 1.1 | .167 | 1.2 | 1.5 | .813 | 0.5 | 0.5 | 1.0 | 1.5 | 0.5 | 0.0 | 0.8 | 1.7 | 4.1  |
| 16 | Charles Shackleford | 28   | 21 | 2  | 11.4 | 1.9 | 3.1  | .600 | 0.0 | 0.0 |      | 0.8 | 1.0 | .800 | 0.8 | 2.4 | 3.2 | 0.4 | 0.4 | 0.3 | 0.4 | 2.2 | 4.5  |
| 17 | Andrés Guibert      | 26   | 17 | 0  | 9.8  | 0.9 | 2.8  | .340 | 0.0 | 0.2 | .000 | 0.8 | 1.1 | .684 | 0.9 | 1.7 | 2.6 | 0.6 | 0.5 | 0.1 | 0.7 | 1.7 | 2.6  |
| 18 | Mike Brown          | 31   | 27 | 0  | 7.9  | 0.4 | 1.5  | .250 | 0.0 | 0.0 | .000 | 0.6 | 1.0 | .556 | 0.3 | 1.3 | 1.7 | 0.4 | 0.3 | 0.0 | 0.6 | 1.3 | 1.3  |

## Galardones y récords
| Jugador          | Galardón                                |
| Donyell Marshall | 2.º Mejor quinteto de rookies de la NBA |